# Lago submarino

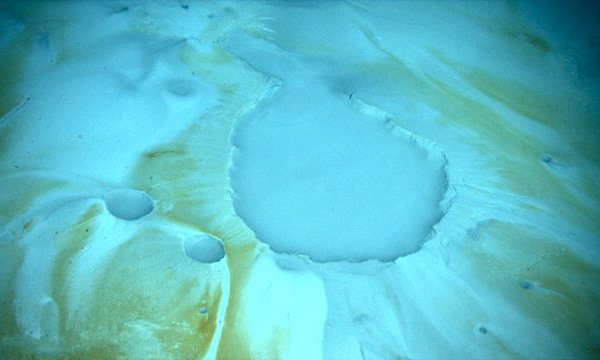
Lagos submarinos de salmoura rodeados por áres onde o fundo do mar está incrustado por sal.

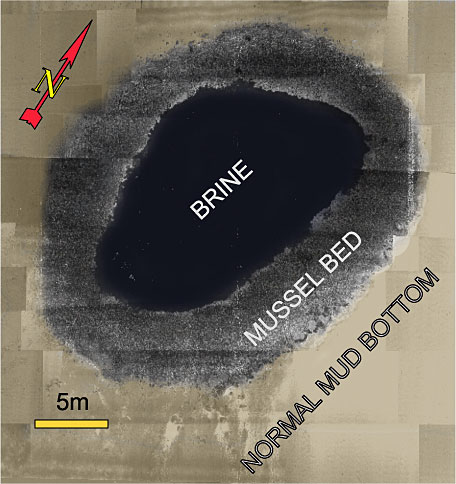
Esquema mostrando um lago submarino de salmoura no Golfo do México (NOAA).

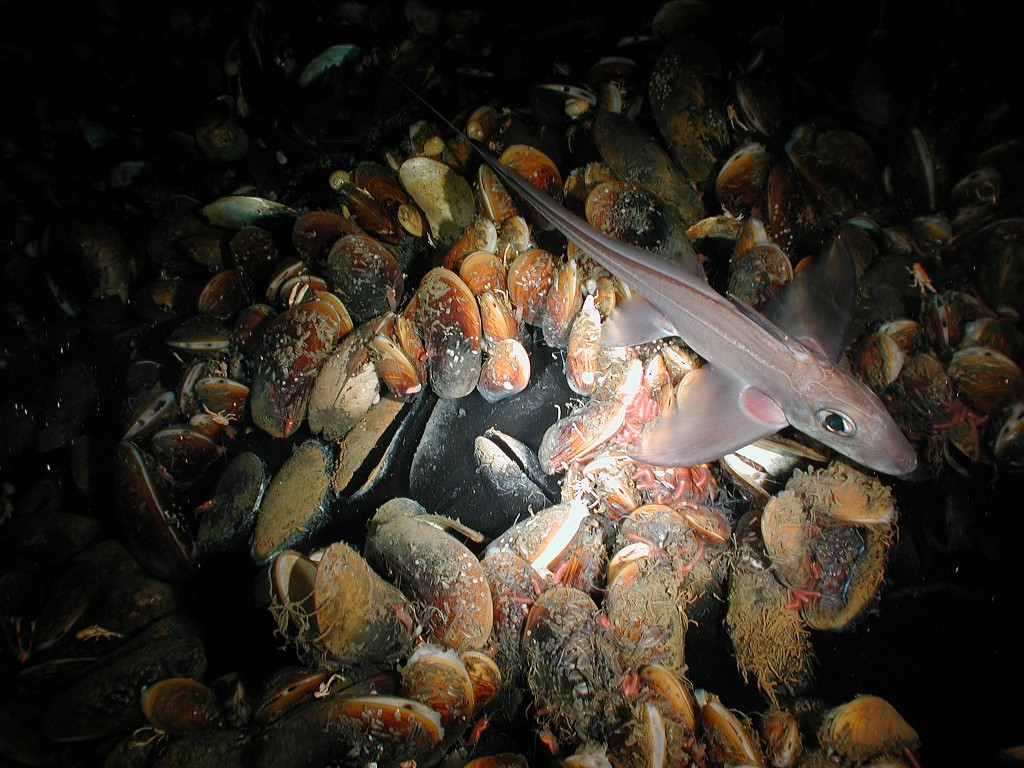
Um peixe da família Chimaeridae e mexilhões de profundidade nas margens de um lago submarino de salmoura.

Os lagos submarinos (ou lagos de salmoura) são depressões existentes no fundo da região abissal dos oceanos nas quais se acumula salmoura, água com uma salinidade três a cinco vezes superior à água salgada média dos oceanos, que devido à sua maior densidade não se mistura facilmente com as águas circundantes. Apesar de poderem suportar uma diversificada biocenose específica, caracterizada pela presença de extremófilos, as salmouras presentes nestes lagos são tóxicas para a generalidade da fauna marinha. 

## Origem e características
No oceano profundo, a fonte da salmoura é em geral a dissolução de grandes depósitos de sal em resultado de processos tectónicos sobre as estruturas salinas, no caso denominados halocinese (ou tectónica de sal). É frequente a salmoura conter elevada concentração de metano em solução, o qual é utilizado como fonte de energia  para organismos quimiossintéticos que se instalam nas imediações do lago submarino, com destaque para as suas margens. Dadas as condições ambientais prevalecentes, os organismos associados a estes lagos são extremófilos.
São conhecidos lagos submarinos na Plataforma Antárctica nos quais a fonte da salmoura é a acumulação de sal excluído durante o processo de formação do gelo marinho da banquisa, o qual enriquece as águas subjacentes, aumentando a sua densidade e, subsequentemente, afundando-se. 
A designação lago submarino resulta da estabilidade da camada de salmoura a qual, devido à sua maior densidade e ao fraco hidrodinamismo existente nas regiões profundas do oceano, não se mistura facilmente com as camadas de água salgada que a recobre. A elevada salinidade eleva a densidade da salmoura, a qual se acumula nas depressões existentes nos fundos marinhos subjacentes criando uma interface bem marcada com a água sobrenadante e margens bem distintas, num enquadramento em tudo semelhante à relação existente entre as águas de um lago, a camada aérea que as recobre e as margens que as contenham. Devido a este enquadramento, quando um submarino mergulha sobre um lago de salmoura, tende a flutuar à sua superfície, devido à maior densidade da salmoura, a qual impede a continuação do mergulho. O movimento do submarino cria ondas na interface salmoura/água salgada, em tudo semelhantes às criadas num lago, as quais produzem rebentação nas "margens" do lago.
A presença de lagos de salmoura nos fundos oceânicos frequentemente coincide com a existência de emanações frias a partir dos fundos marinhos. O metano libertado na exsurgência é assimilado por bactérias especialmente adaptadas a estes ambientes extremos, as quais mantêm uma relação simbiótica com espécies de mexilhões do género Bathymodiolus (o mesmo que em geral aparece associado a fontes hidrotermais) que vivem nas margens do lago. O ecossistema assim criado está dependente da energia química do metano, razão pela qual, ao contrário do que acontece com quase todas as outras de vida existentes na Terra, apresenta pouca dependência em relação à energia do Sol.

## Exemplos
- Bacia L'Atalante
- Bacia Orca